# Detlef Okrent
Detlef Okrent, född 26 oktober 1909 i Rostock, död 24 januari 1983, var en tysk landhockeyspelare.
Okrent blev olympisk silvermedaljör i landhockey vid sommarspelen 1936 i Berlin.